# Episodi di Nip/Tuck (seconda stagione)
La seconda stagione di Nip/Tuck negli Stati Uniti è stata trasmessa dal 22 giugno al 5 ottobre 2004 su FX Networks.
In Italia è andata in onda dal 29 settembre 2004 al 27 gennaio 2005 su Italia 1.
L'antagonista principale della stagione è Ava Moore
| nº | Titolo                   | Prima TV USA      | Prima TV Italia   |
| -- | ------------------------ | ----------------- | ----------------- |
| 1  | Erica Noughton           | 22 giugno 2004    | 29 settembre 2004 |
| 2  | Christian Troy           | 29 giugno 2004    | 6 ottobre 2004    |
| 3  | Manya Mabika             | 6 luglio 2004     | 13 ottobre 2004   |
| 4  | Mrs. Grubman             | 13 luglio 2004    | 20 ottobre 2004   |
| 5  | Joel Gideon              | 20 luglio 2004    | 26 ottobre 2004   |
| 6  | Bobbi Broderick          | 27 luglio 2004    | 3 novembre 2004   |
| 7  | Naomi Gaines             | 3 agosto 2004     | 17 novembre 2004  |
| 8  | Agatha Ripp              | 10 agosto 2004    | 24 novembre 2004  |
| 9  | Rose and Raven Rosenberg | 17 agosto 2004    | 8 dicembre 2004   |
| 10 | Kimber Henry             | 24 agosto 2004    | 22 dicembre 2004  |
| 11 | Natasha Charles          | 31 agosto 2004    | 29 dicembre 2004  |
| 12 | Julia McNamara           | 7 settembre 2004  | 12 gennaio 2005   |
| 13 | Oona Wentworth           | 14 settembre 2004 | 19 gennaio 2005   |
| 14 | Trudy Nye                | 21 settembre 2004 | 26 gennaio 2005   |
| 15 | Sean McNamara            | 28 settembre 2004 | 27 gennaio 2005   |
| 16 | Joan Rivers              | 5 ottobre 2004    | 27 gennaio 2005   |